# Mesogligorgia
Mesogligorgia is een geslacht van neteldieren uit de klasse van de Anthozoa (bloemdieren).

## Soort
- Mesogligorgia scotiae Lopez-Gonzalez, 2007